# 王中原
王中原（1958年6月—），中国山东莒南人，中共党员，南京理工大学教授，研究领域为弹箭飞行控制理论与技术、外弹道仿真与设计等。中华人民共和国教育部第三批“长江学者”特聘教授，享受国务院政府特殊津贴。担任弹道研究所所长、中国弹道专业委员会主任，《弹道学报》主编、《兵工学报》编委等职。发表论文数百篇，出版多本著作，获得中国国家技术发明奖二等奖等奖项。
1988年-1990年，在南京理工大学外弹道教研室任教师；1990年起，在南京理工大学能源与动力工程学、弹道研究所工作，1998年-2008年：担任同校能源与动力工程学院院长。1998年至今，担任同校弹道研究所所长。